# Stomatogenella mirabilis
Stomatogenella mirabilis är en svampart som beskrevs av Petr. 1955. Stomatogenella mirabilis ingår i släktet Stomatogenella, divisionen sporsäcksvampar och riket svampar.   Inga underarter finns listade i Catalogue of Life.